# Ungui
Ungui är en typ av tamal från centrala Mexiko med ursprung i otomikulturen. Denna majstamal är sötad och kryddad med kanel och anis.